# Jean-Yves Lozac'h
 (août 2018).
Si vous disposez d'ouvrages ou d'articles de référence ou si vous connaissez des sites web de qualité traitant du thème abordé ici, merci de compléter l'article en donnant les références utiles à sa vérifiabilité et en les liant à la section « Notes et références ».
Jean Yves Lozac'h est un musicien français spécialiste de la pedal steel guitar et du banjo.

## Biographie
Jean Yves Lozac'h est en France l'un des premiers joueurs de pedal steel guitar[réf. nécessaire] (dont il a publié une méthode aux Éditions Chapell ainsi qu’une méthode en video).
À partir de 1975 il joue de la pedal steel guitar et enregistre avec de nombreuses vedettes de la chansons françaises, parmi lesquels : Eddy Mitchell, Johnny Hallyday, Dick Rivers, Yves Montand, Alain Bashung, Nana Mouskouri, Coluche, Marcel Dadi, François Béranger, Jean-Louis Murat, Hélène Segara...
Jean Yves Lozac'h participe également à des musiques de publicité et de film (Lucky Luke avec Claude Bolling et Pacific Palissade avec Jean-Jacques Goldman[réf. nécessaire]) et, sur l'album Banjo Paris Session, a composé et enregistré deux titres instrumentaux : Greensleeves et Nuage rouge
Depuis 1987 il accompagne Charlie McCoy lors de ses tournées en Europe.
Il est membre fondateur du groupe européen United Steels of Europe.
Préalablement à ses deux méthodes de pedal steel guitar, Jean-Yves Lozac'h est l'auteur d'une méthode de banjo 5 cordes (Éditions de l'Escargot). Avec Charlie McCoy et Buddy Spicher, il joue dans la méthode de guitare country de Jean-Marc Versini
En 2020, il joue de la pedal steel guitar et du banjo sur l’album de l’auteure/compositrice/ interprète Alyssa Bourjlate. Cet album intitulé I’ve lost myself on the way … déjà référencé en bibliothèque sortira fin Septembre 2022.